# (3727) Maxhell
(3727) Maxhell (1981 PQ) – planetoida z pasa głównego asteroid okrążająca Słońce w ciągu 6,06 lat w średniej odległości 3,32 j.a. Odkrył ją Antonin Mrkos 7 sierpnia 1981 roku.